# 2,6-lutidin
2,6-lutidin je organická sloučenina, dimethylovaný derivát pyridinu.

## Výskyt, příprava a výroba
2,6-lutidin byl objeven v zásaditých frakcích z uhelného dehtu a Dippelova oleje.
V laboratoři jej lze připravit kondenzací ethyl-acetacetátu, formaldehydu a amoniaku za tvorby bis(karboxyester)u 2,6-dimethyl-1,4-dihydropyridinu, který se hydrolyzuje a vzniklý produkt se nakonec dekarboxyluje. Průmyslově se vyrábí reakcí formaldehydu, acetaldehydu a amoniaku.

## Použití
2,6-lutidin byl díky svému aromatu připomínajícímu ořechy, je-li přítomen ve velmi nízkých koncentracích, schválen jako potravinářská přídatná látka.
Vlivem sterických efektů vyvolávaných methylovými skupinami je 2,6-lutidin jen slabým nukleofilem. Protonací z něj vzniká lutidiniový kation, [(CH3)2C5H3NH]+, jehož soli se občas používají jako slabé kyseliny, protože konjugovaná zásada (2,6-lutidin) špatně tvoří komplexy. Díky tomu mívá využití v organické syntéze jako slabá zásada.

## Rozklad
Biodegradace pyridinů probíhá několika způsoby. I když je pyridin velmi dobým zdrojem uhlíku, dusíku a energie u některých mikroorganismů, tak methylové skupiny jeho rozklad výrazně zpomalují. V půdě je 2,6-lutidin mnohem více odolný vůči mikrobiálnímu rozkladu než jakýkoliv pikolin (souhrnné označení pro izomery monomethylpyridinu) nebo 2,4-lutidin. Úplný rozklad trvá déle než 30 dnů.